# Juan Antonio Flecha
Juan Antonio Flecha Giannoni (Junín, Buenos Aires, 17 de septiembre de 1977) es un exciclista de ruta hispano-argentino, profesional desde 2000 hasta 2013. Durante su carrera profesional ha corrido en los equipos Relax-Bodysol, iBanesto.com, Fassa Bortolo, Rabobank, Team Sky y Vacansoleil-DCM. Pese a su doble nacionalidad, en las competencias internacionales donde ha participado representó a España, país donde se formó como ciclista desde temprana edad.
Flecha destacaba como clasicómano, sobre todo en las clásicas del pavé, donde es considerado el mejor ciclista español de todos los tiempos en este tipo de pruebas.

## Trayectoria
Entre sus victorias como profesional destaca una etapa del Tour de Francia 2003, el Campeonato de Zúrich en 2004 y la Omloop Het Nieuwsblad en 2010, convirtiéndose en el segundo español, tras Óscar Freire, en ganar una clásica con pavés. Además, ha subido tres veces al podio en la París-Roubaix en 2005, 2007 y 2010 siendo el español que más veces ha subido al podio por delante de Miguel Poblet. Junto con Fede Etxabe, Óscar Freire e Igor Astarloa, son los únicos españoles en finalizar en el top ten de la clasificación final de la extinta Copa del Mundo de Ciclismo.
Se destacó por su gran desempeño en las clásicas del norte, de ahí, que se le considere un ciclista clasicómano. También corrió con una gran agresividad, estando presente en numerosas escapadas de diferentes carreras. Su temporada se centró en un pico de forma para competir en las clásicas de abril, aunque también tuvo un segundo pico de forma para disputar el Tour de Francia o la Vuelta a España.
Su apodo Van der Flecha viene en relación con convertir su apellido en belga-neerlandés, de donde han salido los grandes ciclistas especialistas en clásicas. También se suelen referir a él como Jan Anton Pijl (su nombre en neerlandés). Su celebración cuando vencía se asemeja a la de un arquero lanzando una flecha.

## Biografía

### Inicios
Flecha nació en Junín, Buenos Aires, donde permaneció sus primeros años de vida. A los cuatro años perdió a su padre en un accidente de coche. Siguió viviendo en Argentina hasta que emigró, junto con su madre, a Sitges, Barcelona, a la edad de once años.
A los siete años empezó a practicar ciclismo. Vivía en una calle que estaba con pavé y la ventana de su habitación daba a la calle donde oía a los coches pisar el adoquín, donde empezó a gustarle este tipo de superficie desde entonces. Ya en España como juvenil ganó la Copa Cataluña, fichando como amateur por el Kaiku, pasando al Banesto un año después, en 1999. En esos años comenzó a destacar, siendo sus resultados más destacados, un tercer puesto en la Cursa Ciclista del Llobregat de 1997 y un tercer puesto en la décima etapa de la Vuelta a Argentina de 1999.

### Relax-Fuenlabrada (2000-2001)
Los resultados que demostró como amateur, le llevaron a fichar por el Relax-Bodysol, afincado en Fuenlabrada, en el año 2000. El conjunto estaba dentro de la 2.ª División, de las 3 existentes, establecida por la Unión Ciclista Internacional (UCI), teniendo el derecho a competir en un buen número de carreras. Como profesional, debutó en la Challenge Ciclista a Mallorca, en el mes de febrero, sobresaliendo en el Trofeo Magalluf-Palmanova, finalizando en 13.ª posición. Un mes después, en la Vuelta al Algarve, concluyó en séptimo lugar en la segunda etapa, demostrando su gran momento de forma, cerrando el inicio de año con un tercer puesto en la segunda etapa de la Vuelta a la Rioja, celebrada en abril, llevándose la etapa Ángel Vicioso en la línea de meta. Participó después en la Euskal Bizikleta y en la Volta a Cataluña, donde protagonizó una escapada en la 6.ª etapa, pero no pudo llevarse la victoria perdiendo fuelle al final y cruzando noveno, siendo el primero en finalizar del grupo perseguidor. Unos días después de acabar la Volta, disputó el Campeonato de España en Ruta, llegando con el pelotón y finalizando decimoséptimo en el sprint final. Corrió en agosto en la Clásica de los Puertos, Vuelta a Burgos, Clásica San Sebastián y en la Subida a Urkiola, destacando el quinto puesto en la Clásica a los Puertos y el séptimo lugar en la Subida a Urkiola, que ganó Francesco Casagrande. Una vez volvió a recuperar la forma, participó en la Vuelta a España, siendo su primera presencia en una de las grandes vueltas. En las primeras etapas no tuvo resultados destacados, llegando siempre en las últimas posiciones del pelotón, hasta que en la octava etapa se metió en el sprint final, quedando en la 14.ª posición ganando Alessandro Petacchi. Dos etapas después, en una de las etapas con perfil montañoso, volvió a ser protagonista pero sin premio quedando en el 11.º lugar llegando por delante de hombres como Carlos Sastre, Andreas Kloden o Jan Ullrich. Hasta que finalizó la Vuelta, lo intentó sin éxito, siendo etapas de trámite hasta el final de la misma, finalizando en la posición 113.ª.
Comenzó la temporada 2001 participando en el Tour de Langkawi, siendo su primera carrera como profesional fuera de la península ibérica, habiendo corrido la temporada anterior solo carreras en España y Portugal. En la 10.ª etapa de la prueba, finalizó noveno en la contrarreloj individual, que a pesar de no ser un especialista, su condición de rodador le hacía realizar buenos papeles en las pruebas contra el crono. Su buena posición en la etapa le hizo finalizar duodécimo en la clasificación general. Luego en la Semana Catalana volvió a realizar un buen papel estando siempre en los puestos cabeceros, quedando decimonoveno en la general. Unas pocas semanas después, logró su primera victoria como profesional al vencer en la cuarta etapa de la Vuelta a Aragón, además de encadenar otras victorias en las carreras que participó, logrando la general y 2 etapas del GP International MR Cortez-Mitsubishi y otra etapa de la Euskal Bizikleta (incluyendo el liderato de la prueba durante dos días), consiguiendo todas ellas en menos de un mes. Siguiendo en un gran estado de forma, participó en la Volta a Cataluña quedando décimo en la general, a más de 5 minutos del vencedor, Joseba Beloki y en la Vuelta a Castilla y León, donde fue líder tres días, pero no pudo aguantar el maillot de la general hasta el final, terminando la carrera en quinta posición. Luego de una temporada muy larga y exitosa, volvió a acudir a la Vuelta a España, pero esta vez no le quedaron demasiadas fuerzas para entrar en las escapadas exitosas, siendo su mejor resultado su 36.º puesto en la quinta etapa con final en los Lagos de Covadonga.

### Ibanesto.com (2002-2003)
Al finalizar la temporada del año 2001, se hizo oficial su fichaje por el ibanesto.com (actual Movistar Team), el que fuera el equipo de Miguel Induráin o Pedro Delgado. Durante el mes de enero, se concentró con su nuevo equipo en Estepona, para preparar la temporada, siendo elegido el líder para las clásicas, siendo algo prácticamente increíble en un equipo español, el apostar por las carreras de un día.
En 2003 ganaría una etapa en el Tour de Francia

### Fassa Bortolo (2004-2005)

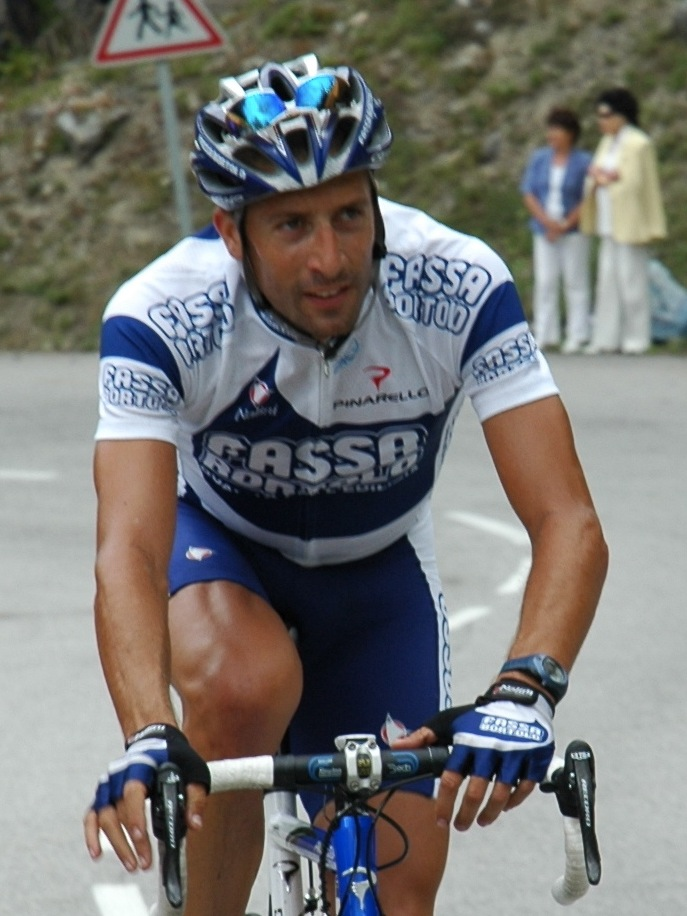
Flecha, en una imagen durante el Tour de Francia 2005.

Tras la temporada 2003 que supuso su explosión definitiva, se une a la escuadra italiana Fassa Bortolo dónde podrá aprender a manejarse en las grandes clásicas. En el equipo italiano coincide con figuras de la talla de Michelle Bartoli, Alessandro Petachi y Filippo Pozzato entre otros. La temporada 2004 desarrolla trabajo de gregario para el esprínter italiano Petachi pero esto no le impide brillar en las clásicas sumando un 12.º y un 13.º puesto en el Tour de Flandes y la París - Roubaix respectivamente y como colofón a la temporada vence en una prueba de la Copa del Mundo en el Gran Premio de Zúrich y también se impone con brillantez en el Giro del Lazio. Finalizó la temporada formando parte de la selección española en el mundial de ciclismo en el cual su compatriota Óscar Freire se proclamaría Campeón del mundo. Para la temporada 2005 el prestigio de clasicómano de Flecha está empezando a despegar y a pesar de solo conseguir una victoria parcial en la Vuelta a la Comunidad Valenciana destaca sobremanera su papel en las grandes clásicas del Norte haciendo especial mención al tercer puesto que logra en la París - Roubaix y que le convierte en el segundo español en llegar al cajón de la dura prueba francesa tras Miguel Poblet en 1959. Suma un controvertido segundo puesto en la clásica belga Gante - Wevelgem ya que el local Nico Mattan en el último kilómetro le superó con la ayuda del coche de dirección de carrera. El equipo Fassa Bortolo se desmantela a final de temporada y el corredor catalán alcanza un acuerdo para 2006 con el equipo neerlandés Rabobank.

### Rabobank (2006-2009)

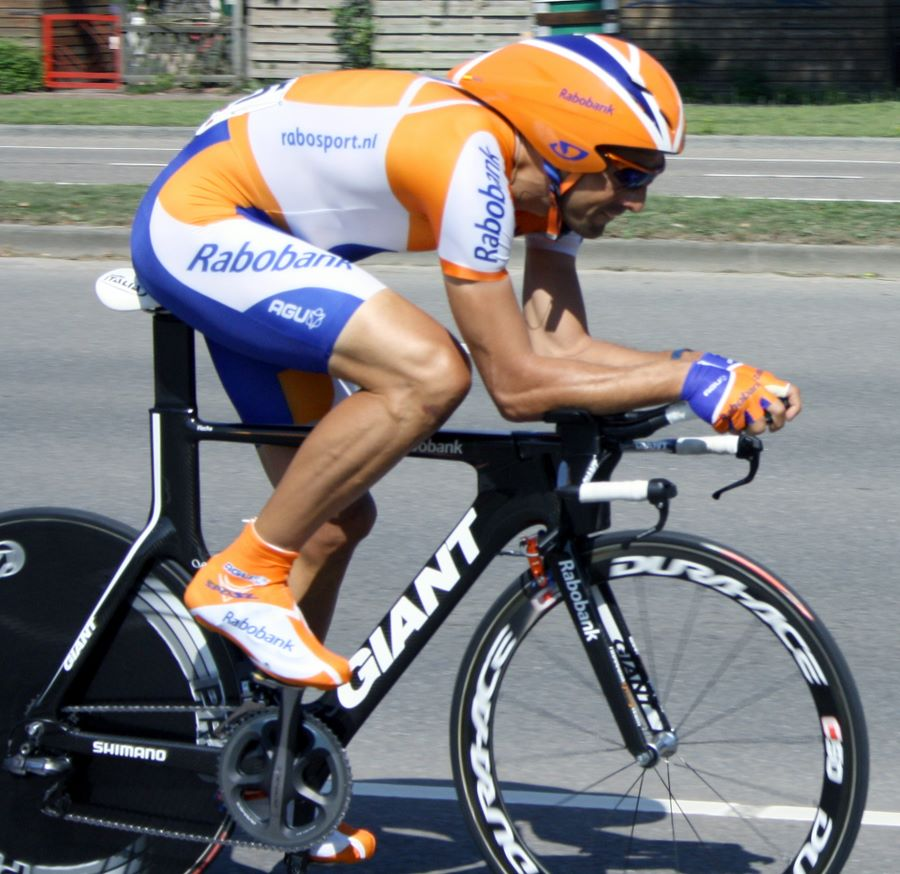
Flecha, en una contrarreloj del Eneco Tour 2009.

En el equipo neerlandés el rol que desarrolla es el de gregario de los distintos líderes que tiene el equipo y en el que suele ayudar en la preparación de los sprints a Óscar Freire. Como de costumbre en la primavera goza de libertad a la hora de afrontar las clásicas del adoquín y cosecha muchos puestos de honor quedándose a las puertas de sumar otro nuevo pódium en la París-Roubaix pero dando una gran muestra de sabiduría y experiencia a la hora de afrontar estas pruebas. No suma victorias en la temporada 2006 y tampoco en la 2007 aunque suma un brillante segundo puesto en la París-Roubaix y su trabajo de gregario es muy valorado por sus distintos líderes. En la temporada 2008 consigue vencer en el Circuito Franco-Belga y suma una tercera posición en el Tour de Flandes siendo el único español en la historia en llegar entre los tres primeros en la clásica belga. A final de temporada confirma su fichaje por el recién creado equipo británico Sky.

### Sky (2009-2012)
En Sky desarrolla su trabajo de gregario para los diferentes líderes de la escuadra británica tales como Boasson Hagen, Bradley Wiggins o Christopher Froome. En las clásicas del norte se convirtió en el líder del equipo sumando una sexta posición en Roubaix en 2009. En 2010 consigue imponerse en la semiclásica belga Omloop Het Nieuwsbald y suma un nuevo tercer puesto en la París-Roubaix siendo la última vez que pisará el pódium en su prueba fetiche y en la que ha construido un impresionante bagaje habiendo sido top ten en ocho ocasiones. Su último año en Sky es la temporada 2012 en la que bordea el pódium en Roubaix y ayuda a Chris Froome a intentar el asalto a la Vuelta a España aunque el triunfo se lo lleva Alberto Contador. Con 35 años afronta la recta final de su carrera y firma por una temporada con el equipo neerlandés Vacansoleil.

### Vacansoleil (2013)

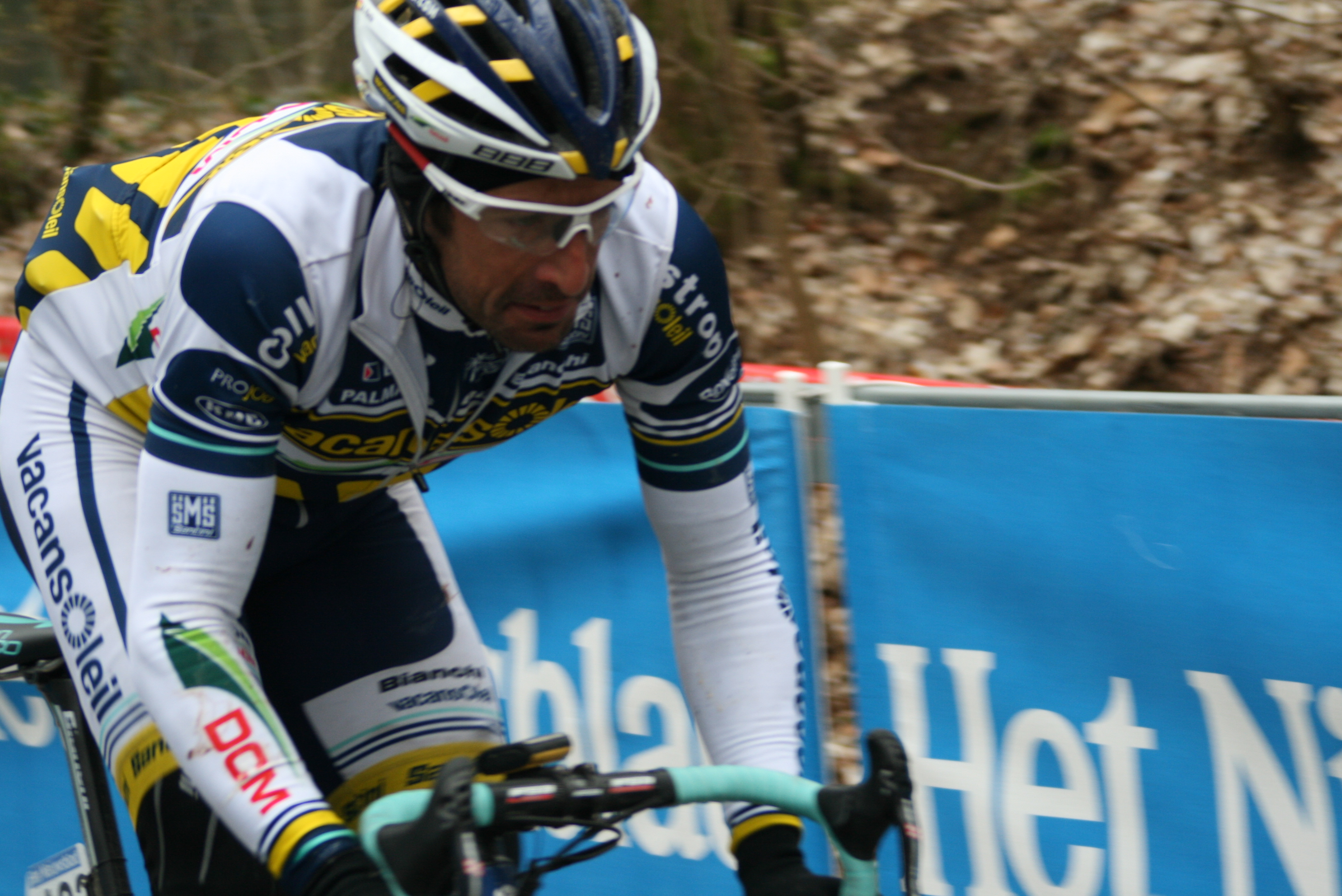
Flecha, en la Gante-Wevelgem 2013.

Temporada de despedida del valiente ciclista catalán. Goza de gran libertad durante la temporada y sus objetivos vuelven a ser las clásicas de primavera. Llega en el grupo cabecero en Roubaix y firma dignas posiciones en las clásicas preparatorias al infierno del norte. En el Tour de Francia participa en varias escapadas pero lamentablemente no vuelve a levantar los brazos en la carrera dónde consiguió su gran victoria. Finaliza la temporada y ante la falta de motivación decide colgar la bicicleta.

### Fin de carrera
El 6 de octubre de 2013 anunció su retirada del ciclismo tras catorce temporadas como profesional y con 36 años de edad. Actualmente lo podemos escuchar en el canal eurosport España comentando las distintas pruebas del pelotón.

## Vida personal
Nació en Argentina, pero está afincado en Cataluña desde su juventud. Sus padres son argentinos.
Su novia, Lourdes, estudiaba en Toulouse ingeniería espacial y trabajó en el aeródromo de Montaudran, lugar donde finalizó la undécima etapa del Tour de Francia 2003, donde ganó Flecha. El propio Flecha admitió que cada vez que iba a visitarla, aprovechaba y entrenaba allí, partiendo con ventaja aquel día al conocer el lugar a la perfección.
Con José Antonio Hermida pasa muchos entrenamientos en mountain bike, en la localidad de Puigcerdá, además de realizar otro tipo de actividades como el balsismo o descenso de barrancos. Uno de sus grandes amigos dentro del pelotón fue Pedro Horrillo, al que conoció en el Rabobank y ambos compartían el interés por la París-Roubaix.

## Palmarés
| 2001 - 1 etapa de la Vuelta a Aragón - GP International MR Cortez-Mitsubishi, más 2 etapas - 1 etapa de la Euskal Bizikleta 2003 - 1 etapa del Tour de Francia 2004 - GP Zúrich - Giro de Lazio 2005 - 1 etapa de la Vuelta a la Comunidad Valenciana 2008 - Circuito Franco-Belga 2010 - Omloop Het Nieuwsblad |

## Resultados

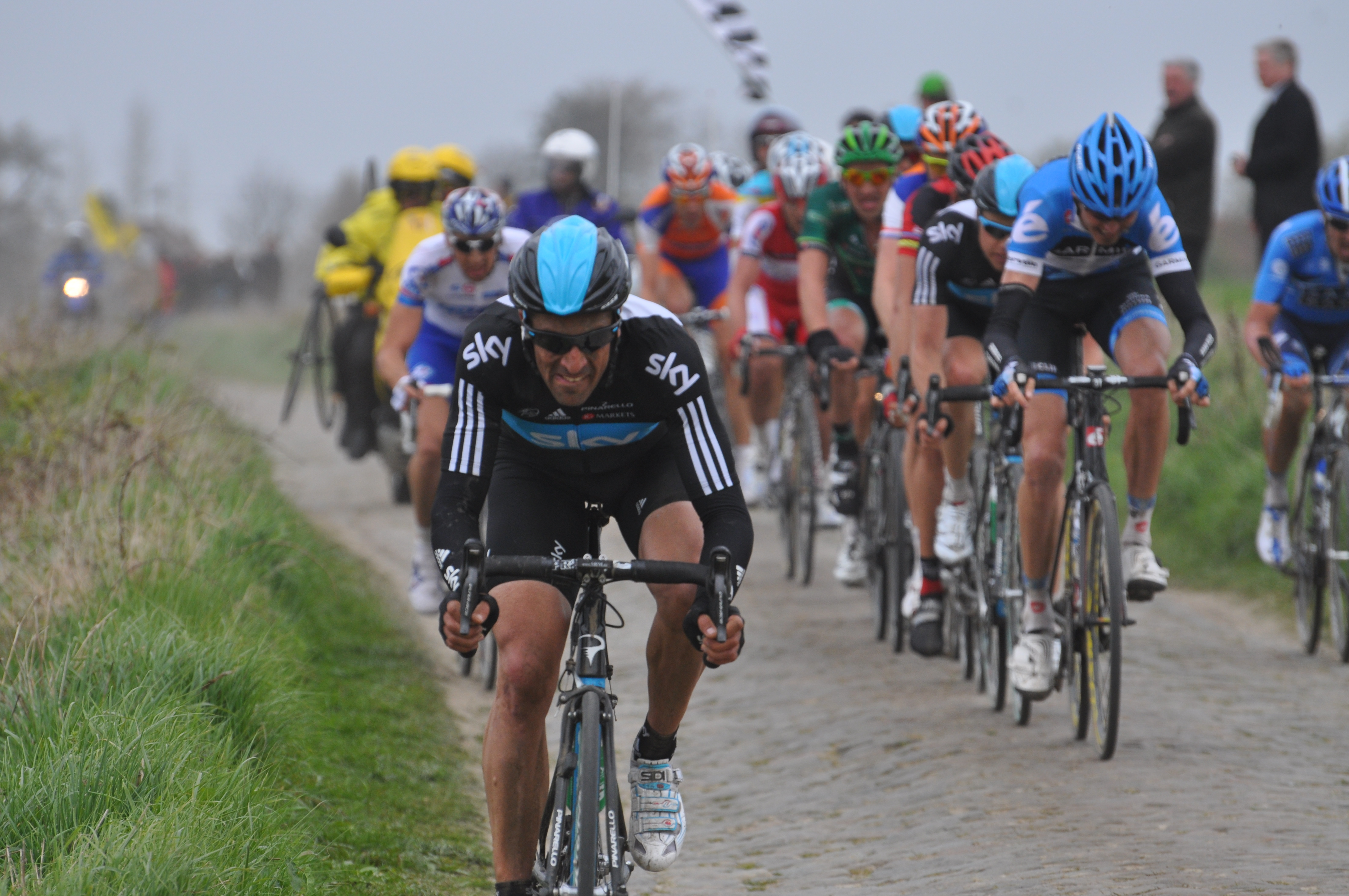
Flecha en la París-Roubaix, carrera que quedó 8 veces en el top-10 y se subió al podio en 3 ocasiones.

Durante su carrera deportiva ha conseguido los siguientes puestos en Grandes Vueltas y carreras de un día:

### Grandes Vueltas
| Carrera | Carrera         | 2000  | 2001 | 2002 | 2003  | 2004 | 2005 | 2006 | 2007 | 2008 | 2009  | 2010 | 2011 | 2012 | 2013 |
| ------- | --------------- | ----- | ---- | ---- | ----- | ---- | ---- | ---- | ---- | ---- | ----- | ---- | ---- | ---- | ---- |
|         | Giro de Italia  | —     | —    | —    | —     | —    | —    | —    | —    | —    | —     | —    | —    | 36.º | -    |
|         | Tour de Francia | —     | —    | —    | 104.º | 93.º | 73.º | 80.º | 85.º | Ab.  | 102.º | 89.º | 98.º | —    | 93.º |
|         | Vuelta a España | 113.º | 72.º | 41.º | —     | —    | Ab.  | —    | —    | 74.º | —     | Ab.  | —    | 98.º | 44.º |

### Clásicas, Campeonatos y JJ. OO.
| Carrera                | Carrera                | 2000 | 2001 | 2002 | 2003  | 2004  | 2005 | 2006 | 2007  | 2008 | 2009 | 2010  | 2011  | 2012 | 2013 |
| ---------------------- | ---------------------- | ---- | ---- | ---- | ----- | ----- | ---- | ---- | ----- | ---- | ---- | ----- | ----- | ---- | ---- |
| Omloop Het Nieuwsblad  | Omloop Het Nieuwsblad  | —    | —    | —    | —     | —     | —    | —    | 2.º   | 78.º | 3.º  | 1.º   | 2.º   | 3.º  | 89.º |
| Kuurne-Bruselas-Kuurne | Kuurne-Bruselas-Kuurne | —    | —    | —    | —     | 7.º   | —    | —    | 30.º  | 14.º | 10.º | Ab.   | 82.º  | 89.º | —    |
| Strade Bianche         | Strade Bianche         | —    | —    | —    | —     | —     | —    | —    | 7.º   | —    | —    | —     | —     | —    | 32.º |
|                        | Milan San Remo         | —    | —    | 34.º | 64.º  | —     | —    | 40.º | 39.º  | 40.º | 29.º | 18.º  | 76.º  | —    | 72.º |
| A Través de Flandes    | A Través de Flandes    | —    | —    | —    | —     | —     | —    | —    | —     | —    | —    | 27.º  | 33.º  | —    | 45.º |
| E3 Harelbeke           | E3 Harelbeke           | —    | —    | —    | —     | —     | —    | 18.º | —     | 55.º | 13.º | 3.º   | —     | —    | 35.º |
| Gante-Wevelgem         | Gante-Wevelgem         | —    | —    | —    | 23.º  | 7.º   | 2.º  | 34.º | 16.º  | 69.º | 73.º | FT.   | 33.º  | —    | —    |
|                        | Tour de Flandes        | —    | —    | 43.º | 34.º  | 12.º  | 12.º | 12.º | 52.º  | 3.º  | 30.º | 34.º  | 11.º  | 20.º | 21.º |
| Scheldeprijs           | Scheldeprijs           | —    | —    | —    | —     | —     | —    | —    | —     | —    | —    | 134.º | 147.º | 92.º | 72.º |
|                        | París-Roubaix          | —    | —    | —    | 25.º  | 13.º  | 3.º  | 4.º  | 2.º   | 12.º | 5.º  | 3.º   | 9.º   | 4.º  | 8.º  |
| Flecha Brabanzona      | Flecha Brabanzona      | —    | —    | —    | —     | —     | —    | 4.º  | —     | 3.º  | —    | —     | —     | —    | —    |
| Amstel Gold Race       | Amstel Gold Race       | —    | —    | 22.º | 111.º | 69.º  | —    | Ab.  | 117.º | 93.º | —    | —     | —     | —    | —    |
| Flecha Valona          | Flecha Valona          | —    | —    | 39.º | Ab.   | Ab.   | —    | —    | —     | —    | —    | —     | —     | —    | —    |
|                        | Lieja-Bastoña-Lieja    | —    | —    | 40.º | 81.º  | 112.º | —    | 85.º | Ab.   | —    | —    | —     | —     | —    | —    |
| Clásica San Sebastián  | Clásica San Sebastián  | 37.º | 61.º | 30.º | 31.º  | 13.º  | 90.º | 28.º | 54.º  | —    | —    | 47.º  | —     | —    | 31.º |
| Campeonato de Zúrich   | Campeonato de Zúrich   | —    | —    | 30.º | 24.º  | 1.º   | Ab.  | 47.º | —     | —    | —    | —     | —     | —    | —    |
| Gran Premio de Plouay  | Gran Premio de Plouay  | —    | —    | —    | —     | —     | —    | 2.º  | 44.º  | 21.º | —    | —     | Ab.   | —    | —    |
|                        | Giro de Lombardía      | —    | —    | 38.º | 18.º  | Ab.   | Ab.  | Ab.  | —     | —    | —    | —     | —     | —    | 13.º |
| Mundial en Ruta        | Mundial en Ruta        | —    | —    | —    | —     | 68.º  | 55.º | Ab.  | Ab.   | —    | —    | —     | 95.º  | 80.º | —    |
| España en Ruta         | España en Ruta         | —    | —    | —    | —     | —     | —    | —    | —     | —    | —    | —     | 6.º   | —    | —    |

—: No participa

Ab.: Abandona

X: Ediciones no celebradas

FT.: Fuera de tiempo

## Equipos
- Relax-Fuenlabrada (2000-2001)
- iBanesto.com (2002-2003)
- Fassa Bortolo (2004-2005)
- Rabobank (2006-2009)
- Sky Procycling (2010-2012)
  - Sky Professional Cycling (2010)
  - Sky Procycling (2011-2012)
- Vacansoleil-DCM (2013)